# Tom Paxton
Thomas Richard Paxton (31 de outubro de 1937) é um cantor e compositor norte-americano de música folclórica que tem escrito, cantado, se apresentado e gravado músicas por mais de quarenta anos. Em 2009, Paxton recebeu o Grammy Lifetime Achievement Award.